# Apogon carinatus
Apogon carinatus är en fiskart som beskrevs av Cuvier 1828. Apogon carinatus ingår i släktet Apogon och familjen Apogonidae. Inga underarter finns listade i Catalogue of Life.